# Parc solaire Gansu-Dunhuang
Le Parc solaire Gansu-Dunhuang est une centrale solaire thermodynamique, située dans le désert de Gobi, sur le territoire de la ville-district de Dunhuang, dans la province de Gansu, en République populaire de Chine.
Située au Sud-Ouest du centre ville, elle occupe une surface d'environ 9 km2 et produisait 10 MW d’électricité à ses débuts en 2009. C’était la plus grande de Chine en 2009 et c'est encore le cas en 2021, avec une production d'électricité de 100 MW/heure.

## Capacités de production
Un réseau de distribution d'électricité de 750 000 volts a été créé spécialement pour le dispositif. 95 MW de production supplémentaire étaient prévus à l'installation d'ici fin 2013, et 5 000 MW d'ici 2020. 
En 2021, la centrale peut fournir 100 MW d'électricité. Elle a une capacité de production d'électricité annuelle de l'ordre de 390 millions de Kilowatt-heure soit 390 000 MWh. Il s'agit de la plus grande centrale solaire thermique de Chine et même d'Asie.

## Potentiel écologique
Par rapport à la production d'électricité à partir du charbon, la centrale solaire peut réduire les émissions de 350 000 tonnes de dioxyde de carbone, ce qui équivaut aux avantages environnementaux de 10 000 mu (666,7 hectares) de forêt.